# Leuchtmoos
Das Leuchtmoos (Schistostega pennata) ist ein 0,5 bis 1 cm großes akrokarpes (gipfelfrüchtiges) Moos. Es wird alleine in eine Familie Schistostegaceae innerhalb der Ordnung Dicranales gestellt. Es wurde von den Mitgliedern der Bryologisch-lichenologischen Arbeitsgemeinschaft für Mitteleuropa e. V. (BLAM) zum Moos des Jahres 2015 gewählt.
Seinen Namen hat das an schattigen Standorten wachsende Moos, da es Licht reflektieren kann (s. u.).

## Beschreibung
Die Pflanzen besitzen ein ausdauerndes Protonema, das linsenförmige oder rundliche Zellen enthält, deren Vakuolen einfallendes Licht ähnlich einer Sammellinse auf die Chloroplasten fokussiert. Dies stellt wohl eine Anpassung an sehr dunkle Standorte dar. Ein Teil des Lichtes wird allerdings von der gekrümmten Zellrückwand reflektiert und, ähnlich wie bei einem Katzenauge, zurückgeworfen. Hierdurch scheinen die Moose bei bestimmten Lichtverhältnissen goldgrün zu leuchten. Es handelt sich dabei also um einen rein physikalischen Effekt.
Der Gametophyt selber ist bei sterilen und fertilen Pflanzen unterschiedlich ausgebildet. Die Pflanzen sind unter einem Zentimeter groß. Stets ist aber der untere Teil der Stämmchen unbeblättert. Darüber sind die sterilen Pflanzen verflacht beblättert, d. h. die Blätter sind zweizeilig gestellt, und die Blattflächen liegen alle auf einer Ebene. Die Blätter fließen an der Blattbasis leicht zusammen. Die lanzettlichen Blätter sind rippenlos, und die Zellen der Blattspreite sind rhombisch. Die Pflanze ist aufgrund einer Wachsauflage bläulichgrün überlaufen.
Die fertilen Pflanzen dagegen sind zumindest an der Stämmchenspitze fünfzeilig beblättert. Die Blätter sind normalerweise etwas schmaler als bei den sterilen Pflanzen.
Die Kapseln stehen auf einer ca. 4 mm langen Seta und sind eiförmig. Ein Peristom fehlt.

## Verbreitung

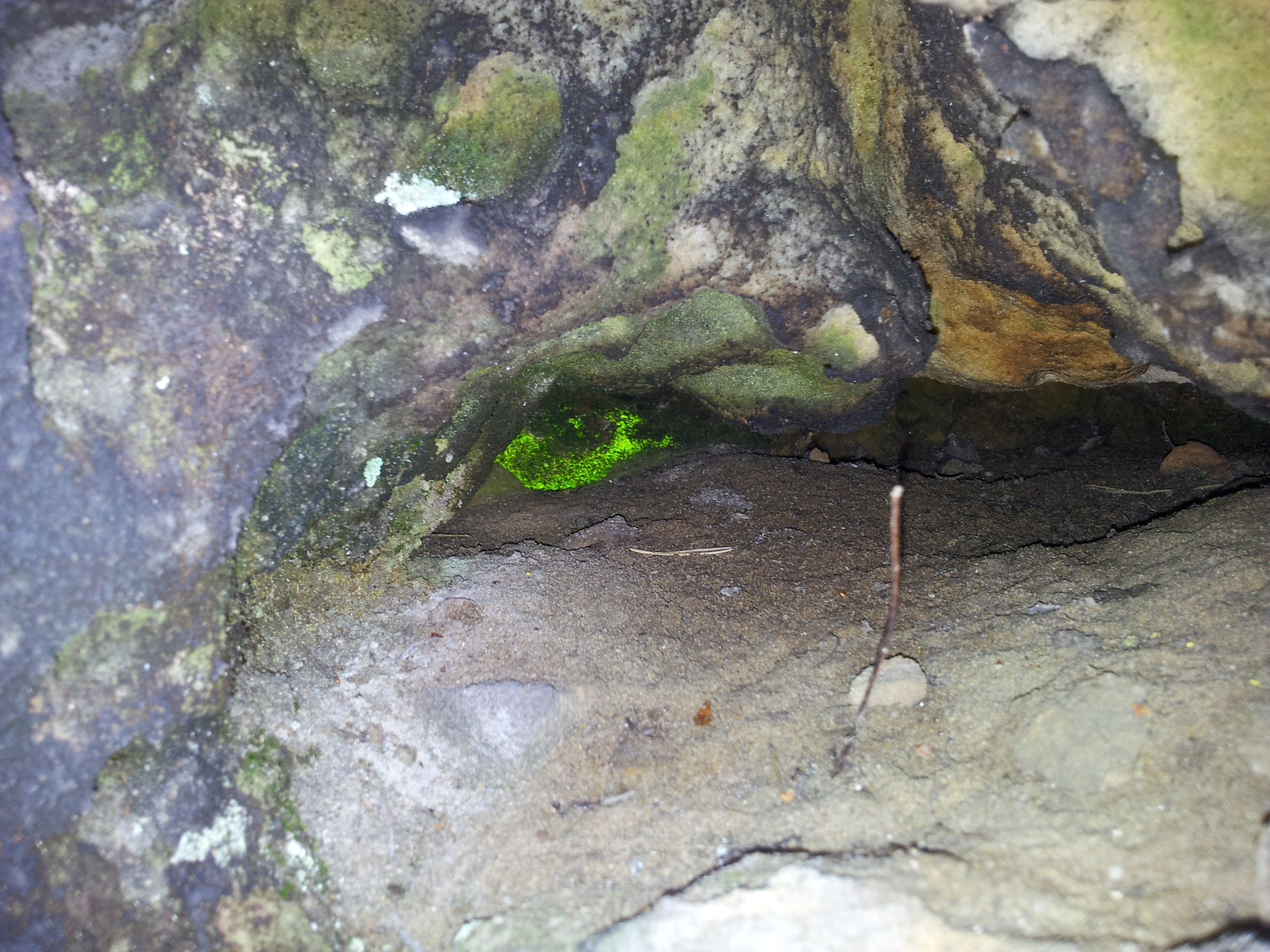
Leuchtmoos (Schistostega pennata), aufgenommen an einem Kletterfelsen im Elbsandsteingebirge

Die Art ist streng kalkmeidend und wächst in meist waagerechten, sandig-grusigen Spalten in Silikatgestein, besonders auf Schiefer, Sandstein und Granit. Man findet es an Höhleneingängen, Böschungen, Hang-Abbruchkanten, unter Wurzeltellern umgestürzter Bäume und seltener in Tierbauten. Die Wuchsorte liegen stets an regengeschützten Stellen, aber im Bereich hoher Luftfeuchtigkeit und weisen dabei eine schattige bis tiefschattige Lage auf. Das Substrat ist dabei sauer bis stark sauer und in der Regel sandig oder lehmig. Die Art gilt als ausbreitungsfreudig und besiedelt auch geeignete Sekundärbiotope wie Bergwerke, Steinbrüche, Wegböschungen und seltener Gebäudemauern.
Die Art ist in der Nordhemisphäre weit verbreitet. Ihr Verbreitungsareal erstreckt sich von Nordamerika über Europa bis nach Ostasien. In Europa findet man sie vor allem im westlichen und mittleren Teil, sie kommt aber bis Russland und Japan vor. Den Mittelmeerraum scheint sie zu meiden. In Mitteleuropa kommt Leuchtmoos nur sehr zerstreut vor und ist nur stellenweise häufiger zu finden. In Deutschland bilden das süd- und mitteldeutsche Berg- und Hügelland den Verbreitungsschwerpunkt, vor allem die Silikatmittelgebirge. Die Art fehlt im norddeutschen Flachland, den bayerischen Alpen und in allen Kalkgebieten.
Sehr verbreitet ist die Art auf Kreidesandsteinfelsen, in Schichtfugen und Höhlen des Elbsandsteingebirges und des Zittauer Gebirges. Der Sächsische Höhlenkataster weist diese Vorkommen detailliert für den Sandsteinkarst nach und verzeichnet mindestens 125 Standorte.